# Branding (Body-Modification)
Branding (englisch für „Brandzeichen“) war ursprünglich eine Form der Body-Modification durch Skarifikation mit heißem Eisen, also das Erzeugen einer möglichst dauerhaften Schmucknarbe durch heißes, glühendes Metall. Es wird aus symbolischen sowie ästhetischen Gründen oder als Ausdruck der Initiation durchgeführt. Mittlerweile wird der Begriff breiter verwendet und umfasst auch Tätowierungen.

## Geschichte

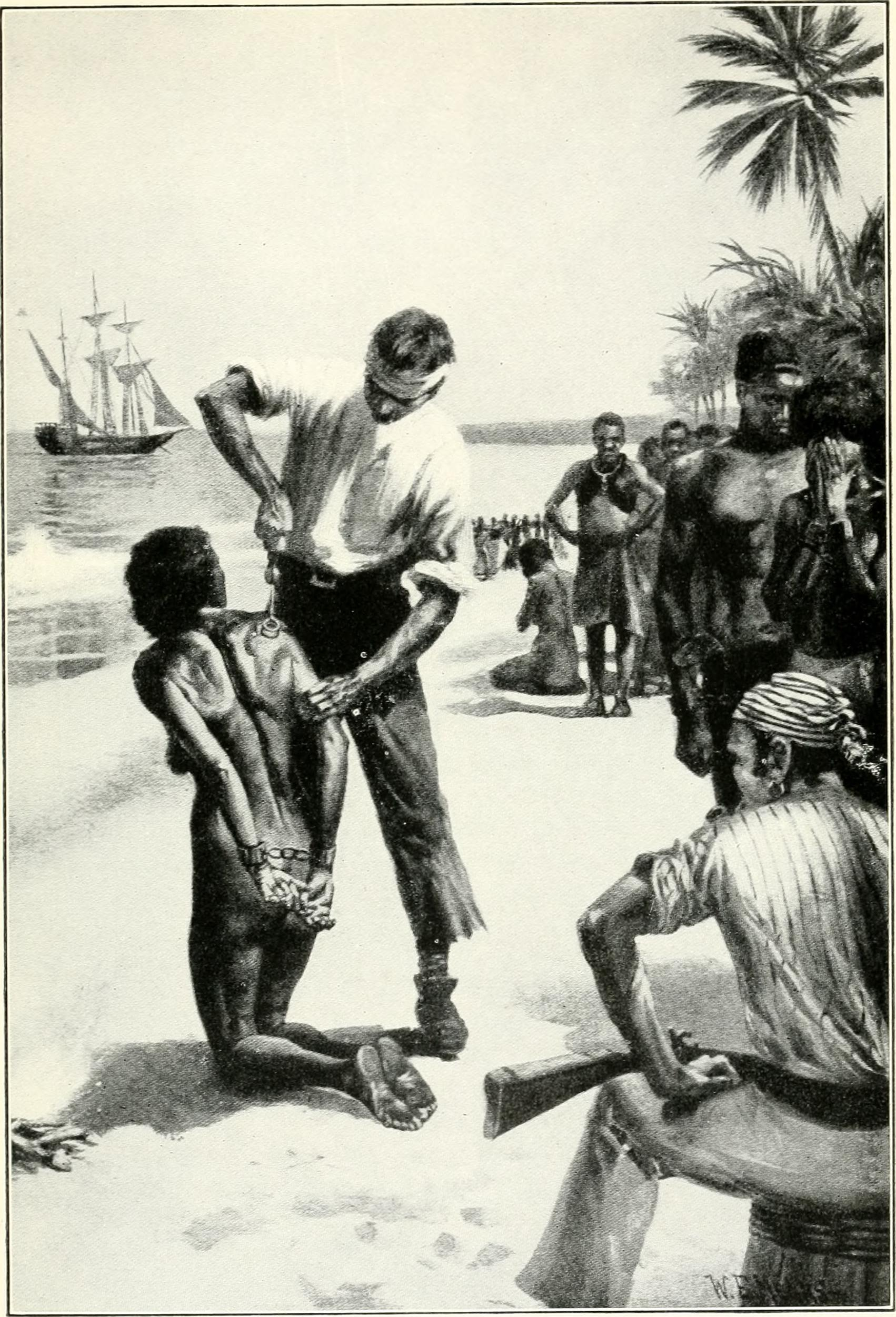
Ein Sklave bekommt ein Brandzeichen eingebrannt.

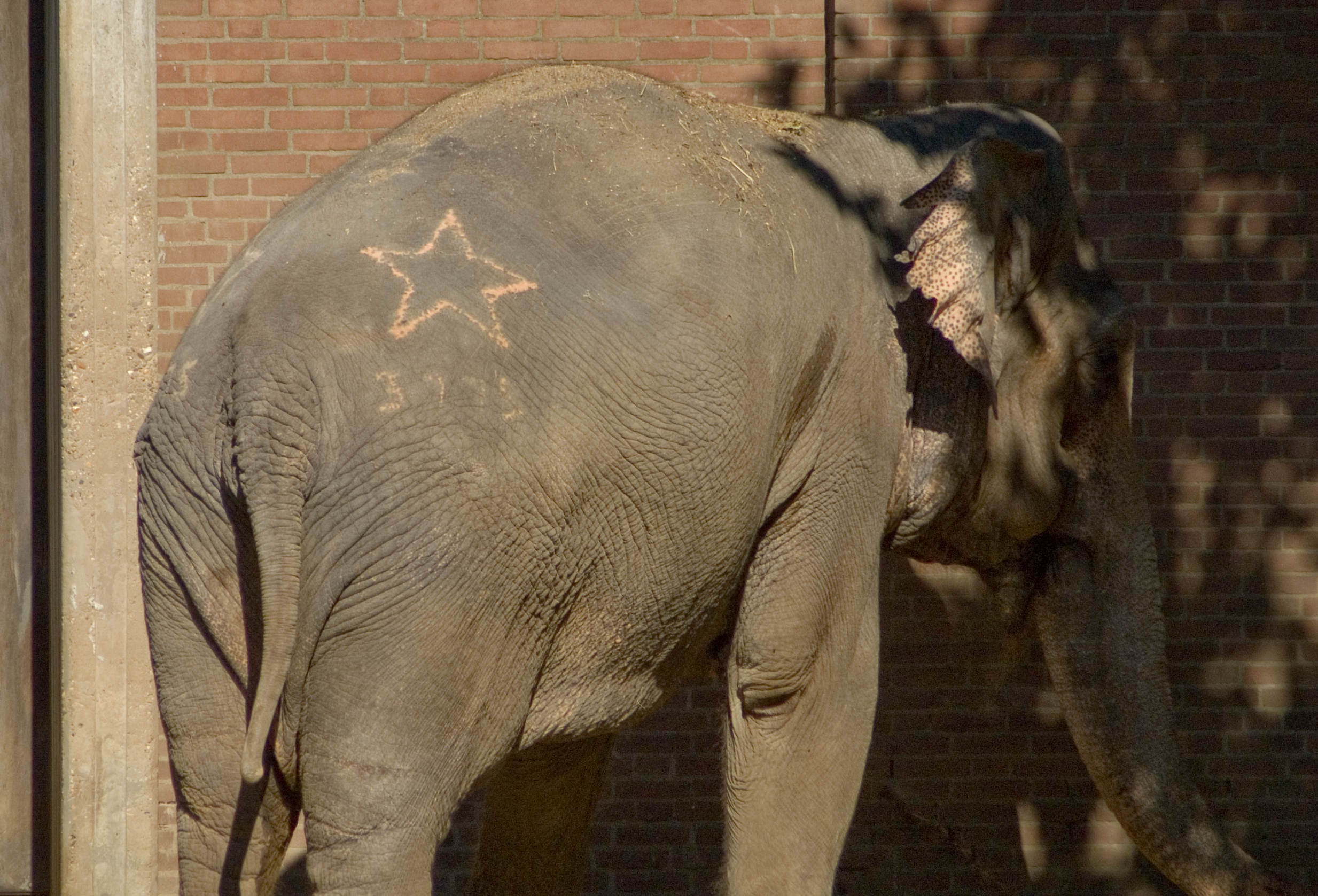
Branding in der Tierhaltung

Das klassische Brandzeichen kommt aus der Tierhaltung. Früher wurden Pferde nach Rasse oder Zugehörigkeit zu Eigentümern gebrandmarkt. Auch für Viehzuchten wurden Brandzeichen verwendet, die anschließend vernarbten, wodurch das Fell an dieser Stelle nicht mehr nachwuchs. Dadurch blieben die Brandzeichen auf Dauer sichtbar.
In der Antike und in den Vereinigten Staaten von Amerika wurden Sklaven und Delinquenten bis ins 19. Jahrhundert gebrandmarkt.
Im 16. Jahrhundert ging Dietrich von Schönenberg als Burggraf von Alzey mit großer Brutalität gegen die Wiedertäufer vor. Während Männer enthauptet und Frauen ertränkt wurden, schlug man auf Geheiß von Dietrich von Schönenberg in manchen Fällen Finger ab oder brandmarkte Personen mit einem Kreuz auf der Stirn.

## Formen und Durchführung

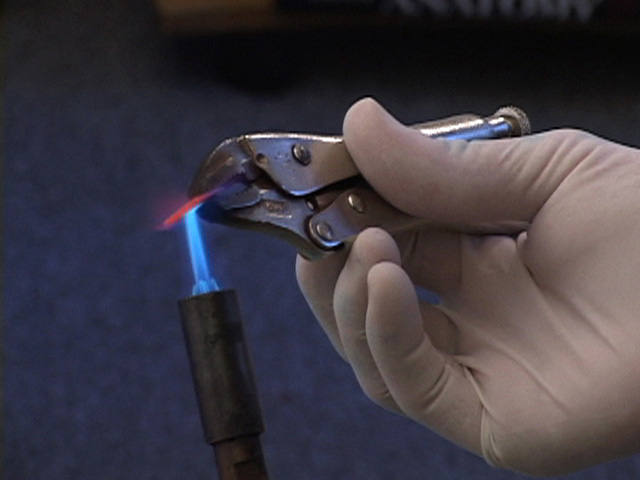
Heißbrand

Beim Branding auf menschlichem Körper wird zwischen zwei Formen unterschieden. Die am häufigsten durchgeführte Variante ist der Heißbrand. Dabei wird ein Eisen erhitzt und auf die Haut gedrückt. Die zweite Variante ist der Kaltbrand. Bei dieser wird ebenfalls ein Eisen in flüssigem Stickstoff auf minus 80 °C herunter gekühlt und im Anschluss auf die Haut gepresst. Das gewünschte Motiv wird in mehrere kleine Eisenteile oder in einem großen nachgeformt, woraufhin die entsprechende Form über einer Gasflamme auf ca. 900 °C erhitzt wird. Gas wird verwendet, damit die Flamme nahezu frei von Ruß und anderen Rückständen ist.
Im nächsten Schritt wird die Form für wenige Augenblicke auf die Haut gedrückt. Das Eisen brennt sich innerhalb von einer Sekunde in die obersten Hautschichten ein (Epidermis und Lederhaut). Das Unterhautfettgewebe bleibt unberührt.

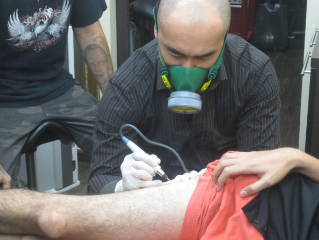
Cautery Pen

Eine weitere Variante der Durchführung sind die „Cautery Pens“. Diese bezeichnen batteriebetriebene Brenneisen, welche aussehen und funktionieren wie Kugelschreiber. Der vordere Teil des „Cautery Pens“ wird heiß, mit diesem kann ein Muster auf die Haut gebrannt werden. Jedoch wird von dieser Durchführung abgeraten, da weder die Batterie noch das Gerät die nötige Kraft aufbringen kann, um ein Resultat, das mit einem herkömmlichen Branding vergleichbar ist, zu erreichen. Die genaue Durchführung kann variieren.
Darüber kann Tätowieren in bestimmen Kontexten ebenfalls in die Kategorie des Branding fallen, etwa bei Besitzmarkierungen in Form von Tattoos auf der Haut von Opfern von Menschenhandel oder Prostituierten.

## Branding im BDSM-Bereich

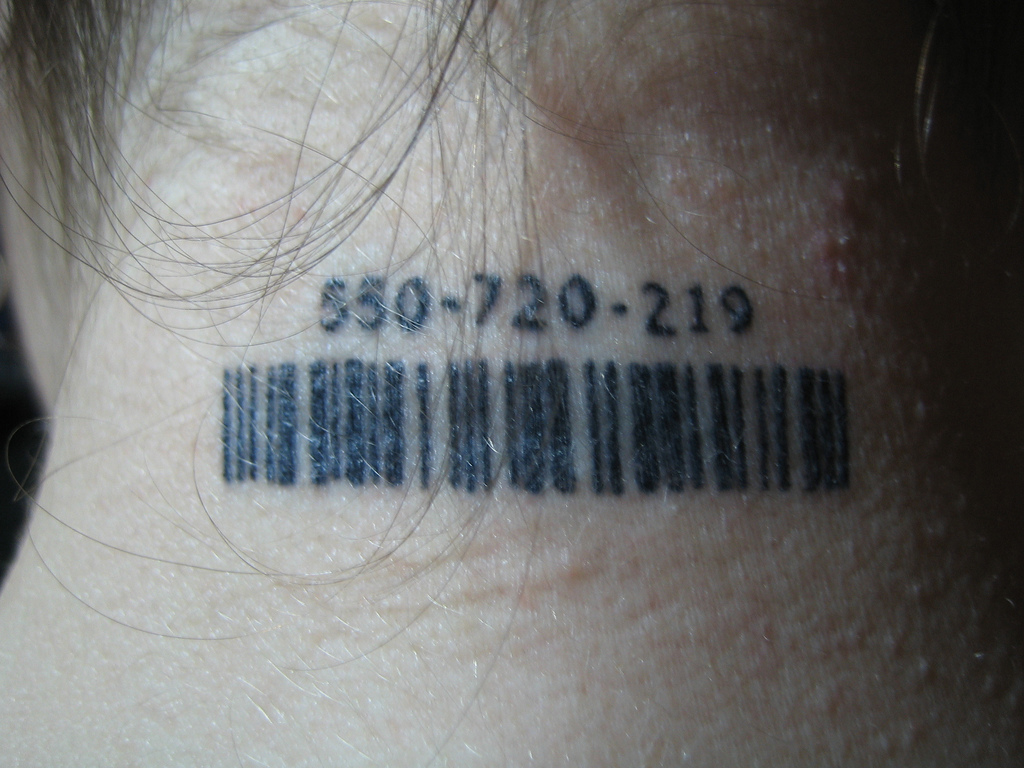
Branding zur Kennzeichnung eines sog. „Sklaven“ im BDSM Bereich

Brandings werden in BDSM-Rollenspielen verwendet. Hierbei lässt sich der „Sklave“ oder das „Haustier“ auf Geheiß des „Herren“ oder „Besitzers“ branden.

## Verheilung und Ergebnis

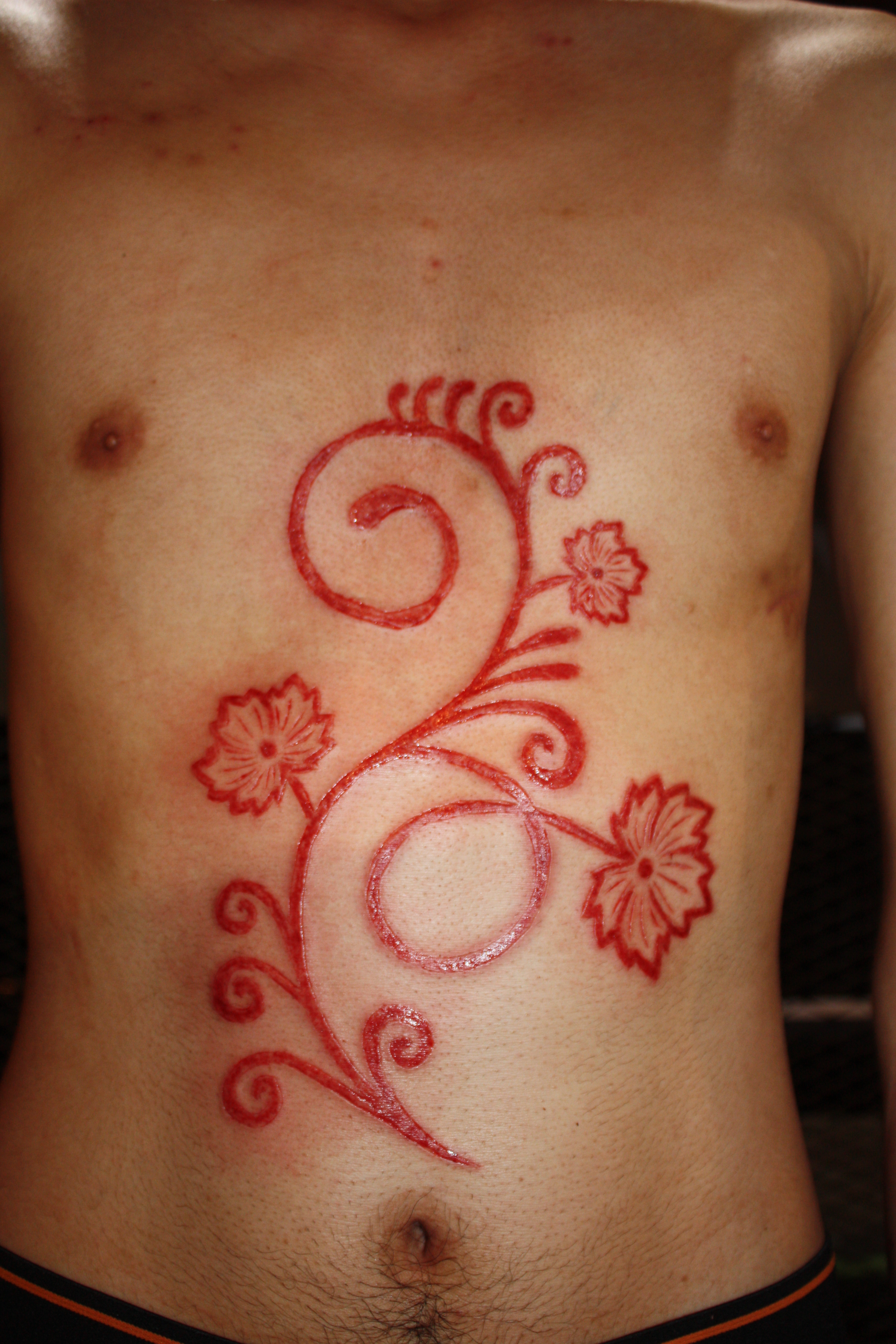
Branding im Heilungsprozess

Verschiedene unbeeinflussbare Faktoren hängen mit dem Endergebnis zusammen. Es kann nicht zu hundert Prozent garantiert werden, wie ästhetisch befriedigend, wie deutlich und wie lange das Branding sichtbar sein wird. Einflüsse können Hauttypus und Heilungsverlauf sein. Keloide und hypertrophe Narben (fibröse Wucherungen) entstehen bei der Heilung einer Wunde. Die meisten Brandingnarben erscheinen nach Abheilung als kaum sichtbare, weiße Zeichen auf der Haut. Manche Narben bleiben rötlich. Damit sie dauerhaft sichtbar bleiben, soll nach sechs Monaten mit den Originaleisen nachgebrannt werden. Die Wunde verheilt in mehreren Phasen. Unmittelbar nach dem Brennen ist die Stelle weißlich grau, nach einigen Stunden wird sie rötlich bis dunkelgrau-schwarz. In den ersten Tagen ist das Branding sehr klar und deutlich zu erkennen. Daraufhin bildet sich eine Schorfschicht, welche in wenigen Wochen abheilt. Der Schorf muss unverletzt bleiben.

## Motive

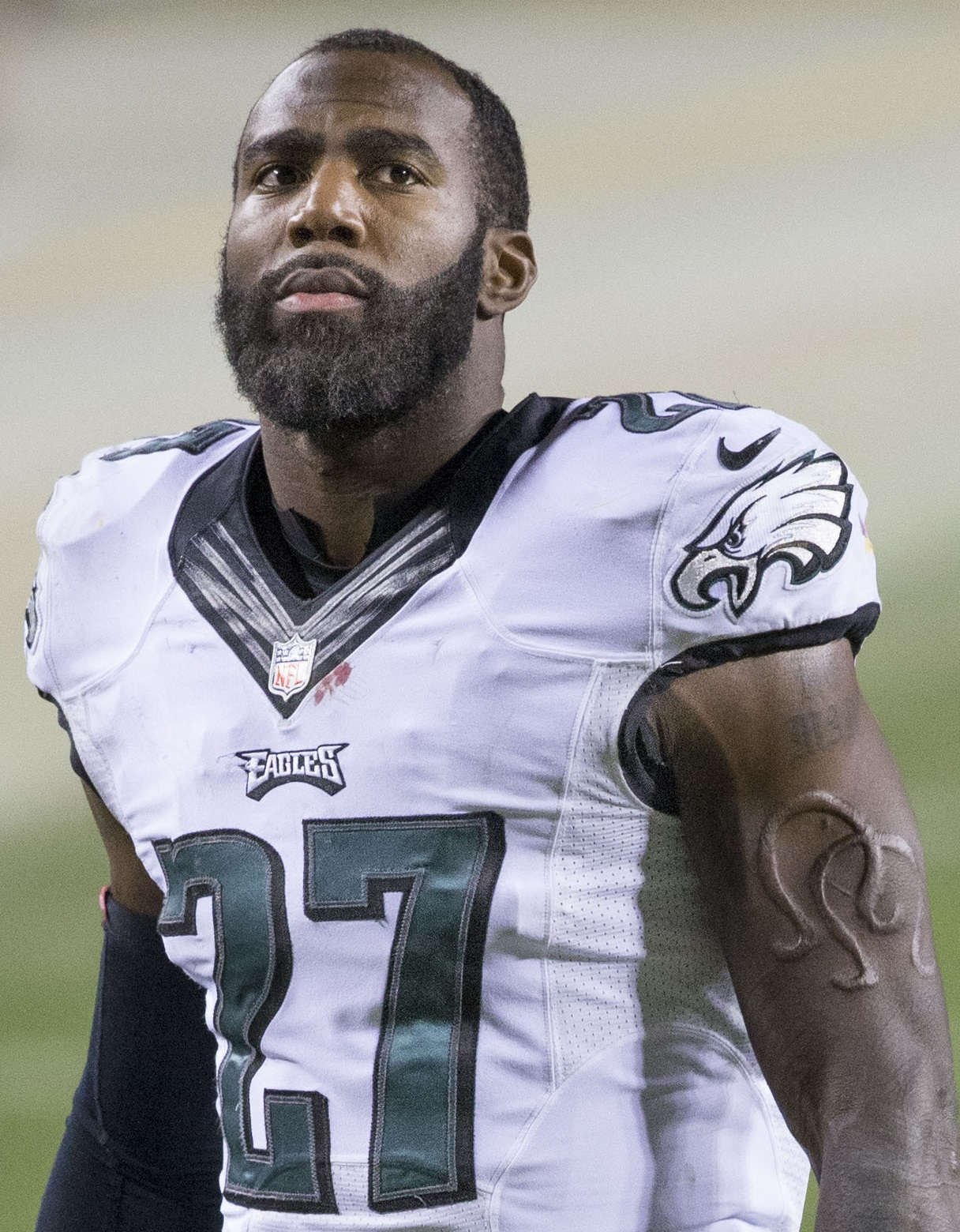
Branding am Oberarm des Footballspielers Malcolm Jenkins

Detaillierte oder filigrane Strukturen sind nicht geeignet. Mit Eisenstreifen aus Stahl, die einen halben bis einen Millimeter dick sind, kann eine Narbe von ca. zwei bis vier Millimeter Breite erzeugt werden. Für punktförmige Brandings werden glattgefeilte Stahlnägel verwendet. Am besten umzusetzen sind geometrische Formen. Problematisch sind spitze Winkel und geschlossene Formen, da diese zu unsauberer Verheilung tendieren. Das fertige Branding wird aus einzelnen Teilen (nicht länger als vier Zentimeter) zusammengesetzt.
Zwangsprostituierte wurden oft mit dem Zeichen ihrer Besitzer tätowiert oder mit einem Branding markiert. Frauen und Mädchen, die zur Prostitution gezwungen wurden, wurde der Name ihres Chefs oder das Symbol ihrer Bande mit einem heißen Eisen auf die Haut tätowiert oder gebrandmarkt. In einigen mafiaartigen Organisationen, die sich mit dem Frauenhandel und Mädchenhandel befassen, sind fast alle Prostituierten gekennzeichnet. Einige Zuhälter und Organisationen verwenden ihren Namen oder ein bekanntes Symbol, andere verwenden geheime Zeichen. Brandzeichen können klein, nur von anderen Zuhältern zu erkennen, manchmal versteckt zwischen den inneren Schamlippen sein, obwohl andere Fälle zeigen, dass viele Zuhälter kein Problem mit größeren, auffälligeren Brandzeichen haben.

## Einordnung
Branding befindet sich in einer juristischen Grauzone. Zum Tragen kommt hier der Körperverletzungsparagraph, welcher besagt, dass einvernehmliche Körperverletzungen nicht strafrechtlich verfolgt werden, solange diese nicht gegen die guten Sitten verstoßen. In der wissenschaftlichen Literatur wird Branding als ein Zeichen für Menschenhandel bezeichnet.

## Belege
1. ↑  Jutta Ronke: Frühes 'Branding the cattle' – Brandmarken für Pferde. Zum character/ferrum caloratum aus Güglingen. 4. März 2022, doi:10.11588/FBBW.2015.0.44526 (academia.edu [abgerufen am 9. August 2025]).
2. ↑  Branding | Property Marking, Logo Design & Brand Identity | Britannica. Abgerufen am 9. August 2025 (englisch).
3. ↑  Benjamin Pfannkuch: Erforderlichkeit übergebietlicher wirtschaftlicher Tätigkeit der Gemeinden zur Daseinsvorsorge (= Europäische Hochschulschriften Rechtswissenschaft. Band 5475, Nr. 2). Peter Lang GmbH, Frankfurt am Main 2013, ISBN 978-3-631-64280-1, Kap. 1, doi:10.3726/978-3-653-03115-7.
4. ↑  A martyrology of the churches of Christ, commonly called Baptists, during the era of the Reformation. 1850, S. S. 118-119, abgerufen am 10. August 2025.
5. 1 2  Philip R. Cohen: Identifying Human Trafficking Victims: A Potential Role for Forensic Dermatology. In: Cureus. Band 15, Nr. 11, 16. November 2023, ISSN 2168-8184, doi:10.7759/cureus.48905, PMID 38106780, PMC 10725279 (freier Volltext) – (cureus.com [abgerufen am 9. August 2025]).
6. ↑  I’m a Commitment-Phobe With a Raging Ownership Kink. 25. Oktober 2024, abgerufen am 10. August 2025 (amerikanisches Englisch).
7. ↑  CNN: Altes Zeichen der Sklaverei wird bei Opfern von Sexhandel verwendet
8. ↑  Irish Mirror: Pictured: Trafficked prostitutes BRANDED by pimps to show they 'own' them
9. ↑  Raaga Rambhatla, Marielle Jamgochian, Cristina Ricco, Rohan Shah, Hira Ghani, Channi Silence, Babar Rao, Arianne Shadi Kourosh: Identification of skin signs in human-trafficking survivors. In: International Journal of Women's Dermatology. Band 7, 5Part B, Dezember 2021, ISSN 2352-6475, S. 677–682, doi:10.1016/j.ijwd.2021.09.011, PMID 35028364, PMC 8714580 (freier Volltext) – (nih.gov [abgerufen am 9. August 2025]).